# Pantoporia melankapa
Pantoporia melankapa är en fjärilsart som beskrevs av Moore. Pantoporia melankapa ingår i släktet Pantoporia och familjen praktfjärilar. Inga underarter finns listade i Catalogue of Life.